# بطولة فورمولا 3 الألمانية
بطولة فورمولا 3 الألمانية (بالألمانية: Deutscher Formel-3-Cup) كانت بطولة فورمولا 3 دولية في ألمانيا انطلقت في سنة 1950. في سنة 2003 تم دمجها مع بطولة فورمولا 3 الفرنسية لتشكيل سلسلة سلسلة فورمولا 3 الأوروبية. بعد نهاية موسم 2014 تم إيقاف البطولة. منذ انطلاقتها شارك فيها عدد من السائقين المشهورين كالألماني مايكل شوماخر، والدنماركي توم كريستنسن.

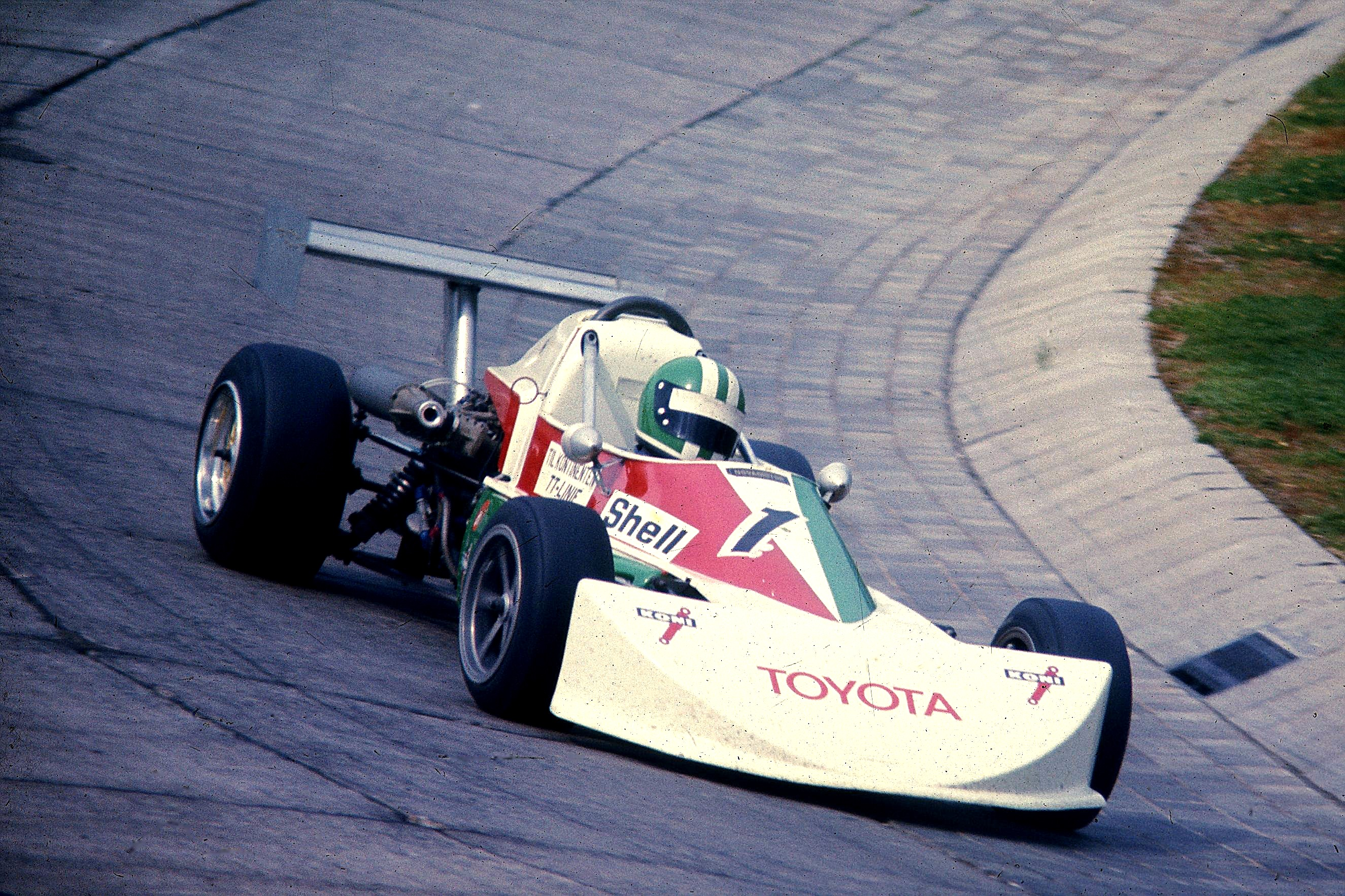
لقطة من سباق سنة 1976

## وصلات خارجية
- الموقع الرسمي